# 라스 알 굴
라스 알 굴(Ra's al Ghul)은 배트맨에 등장하는 악역 중 한 명이다. 본명 미상.

## 같이 보기
- 알골
- 유라시아 유목민
- 알렉산드로스 대왕
- 푸 만추
- 비밀결사
- 테러리즘
- 불로장생
- 만다린 (마블 코믹스)